# Kanselarij van Vlaanderen
De Kanselarij van Vlaanderen was de instelling in het graafschap Vlaanderen die de grafelijke akten vervaardigde en afleverde. Aan het hoofd stond de kanselier.

## Geschiedenis
Vlaanderen had al vroeg een georganiseerd staatsapparaat, waarvan de Cancellarius Flandriae deel uitmaakte. Regelmatig vervulde de proost van Sint-Donaas deze functie, maar ook sommige proosten van Sint-Pieter in Rijsel droegen de titel. In 1089, onder graaf Robrecht I de Fries, werden de ambten van kanselier en algemeen ontvanger van Vlaanderen bestendig verbonden aan dat van proost van Sint-Donaas. Bertulf was de eerste kanselier onder deze regeling. De bevoegdheid hield in dat hij ontvanger was van de inkomsten van het graafschap en de leiding had over de notarii, de capellani en de clerici van het grafelijk hof. Deze klerken waren niet op een vaste plek gecentraliseerd en vormden eerder een netwerk van personen. De kanselier was het hoofd van het bestuurlijk apparaat en vervulde ook een eminente politieke rol. Hij stuurde de grafelijke curia aan en had de leiding over de financiën. Feitelijk groeide de kanselier in de 12e eeuw uit tot een soort eerste minister.
De personele unie tussen Vlaanderen en Henegouwen had in 1195 tot gevolg dat de kanselarijen van de twee gebieden werden samengevoegd. De Henegouwse kanselier Giselbert van Bergen week voor zijn Vlaamse homoloog Gerard van de Elzas.
In 1323 gaf graaf Lodewijk II van Nevers aan zijn raadsheer Willem van Auxonne de titel van kanselier. Hij stelde de proost van Sint-Donaas Ottobon de Caretto in de schaduw, ook al bleef deze officieel erfelijk kanselier. Reeds voordien was het kanselierschap van de proost aan het evolueren tot een erefunctie, ingevuld door personen die onvoldoende bekwaam of beschikbaar waren. Vanaf 1323 kreeg de jurist die feitelijk de bijhorende bevoegdheden uitoefende, ook officieel de titel kanselier. Hij werd uitsluitend door de graaf benoemd, waardoor komaf werd gemaakt met het opdringen of tegenhouden van kandidaten door de paus. Zo had paus Bonifatius VIII in 1295 eigenmachtig Leonardus de Flisco benoemd en had hij de grafelijke weigering beantwoord door een interdict uit te spreken over het graafschap Vlaanderen.
Met de komst van de Bourgondiërs kwam er vrij snel een kanselier die gezag uitoefende over het geheel van de staten die tot het Bourgondische rijk behoorden. Voor zaken die het graafschap Vlaanderen aanbelangden, ondertekende de Brugse proost-kanselier evenwel nog tot in de 16de eeuw de oorkonden, samen met de landsheer. Nog tot 1737 maakten de bisschoppen van Brugge als opvolgers van de proost aanspraak op de kanselierstitel.